# Pinalia pumila
Pinalia pumila är en orkidéart som först beskrevs av John Lindley, och fick sitt nu gällande namn av Carl Ernst Otto Kuntze. Pinalia pumila ingår i släktet Pinalia och familjen orkidéer. Inga underarter finns listade i Catalogue of Life.